# Baie de Cook
Pour les articles homonymes, voir Cook.
La baie de Cook est, avec la baie d'Ōpūnohu, l'une des principales baies de Moorea, une île de Polynésie française. Elle est située dans le nord de l'île. Elle est nommée d'après l'explorateur britannique James Cook qui passa sur l'île en 1777.

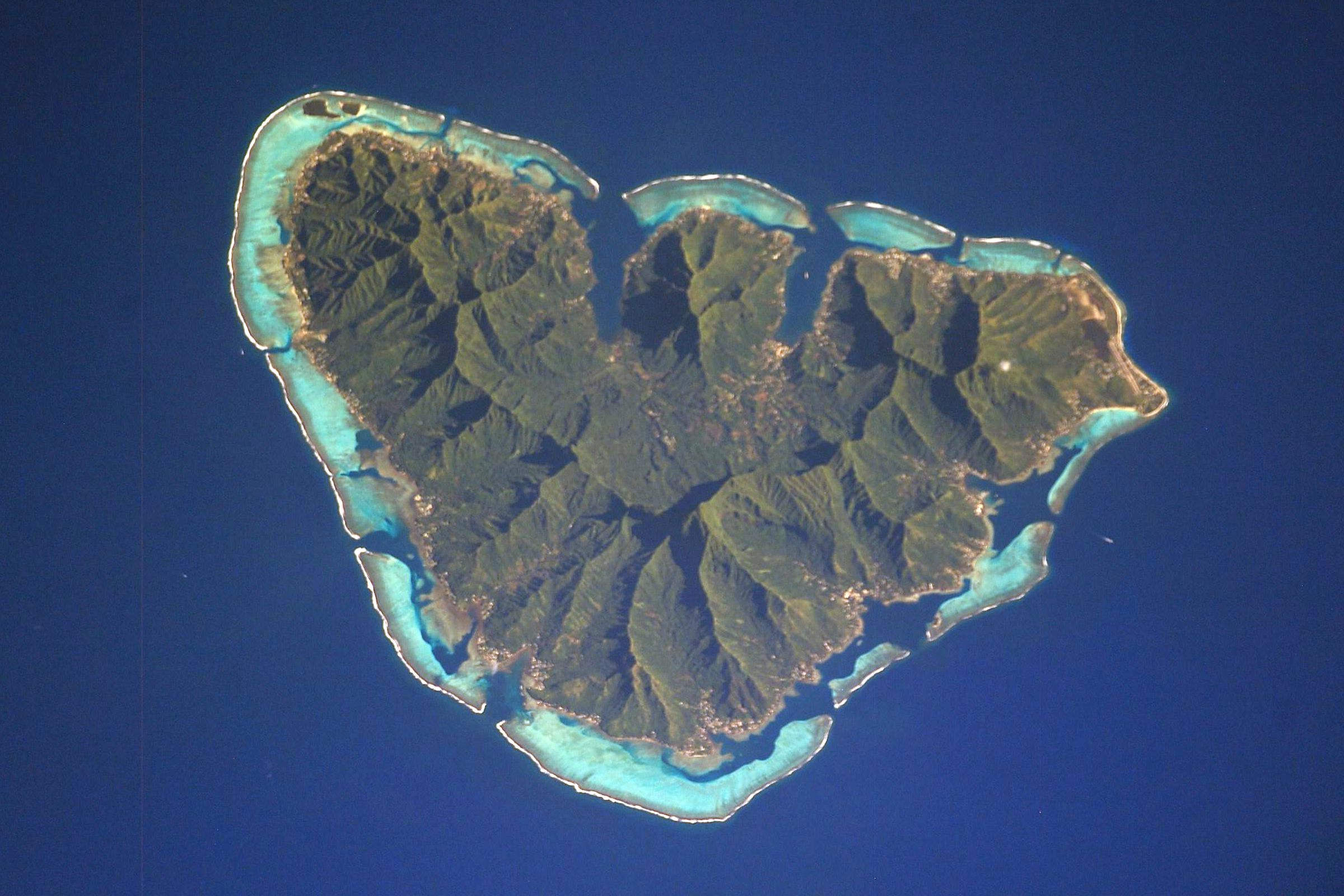
La baie de Cook est visible sur cette photographie satellite de Moorea.

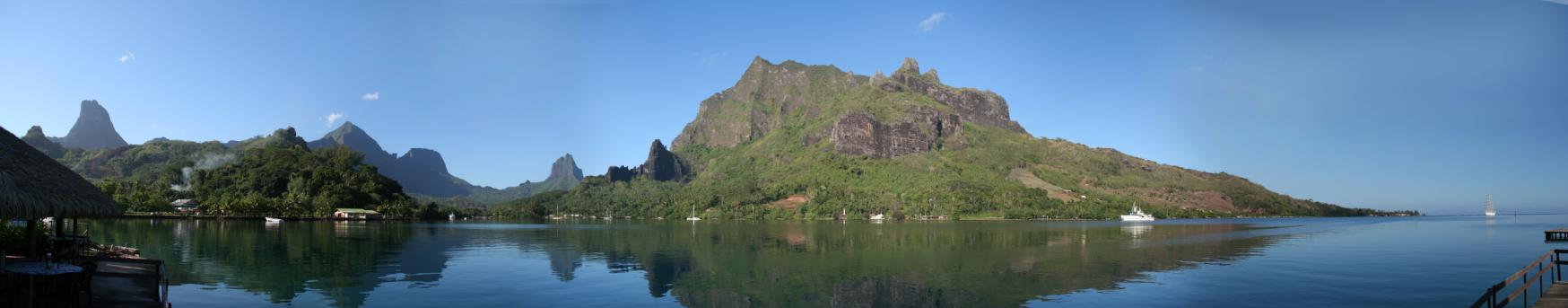
Vue panoramique de la baie de Cook avec le mont Rōtui (au centre).